# Jan Modin
Jan Sten Modin, född 23 augusti 1951 i Uppsala, är en svensk skådespelare, teaterregissör och dramatiker.

## Karriär
Jan Modin studerade vid Statens scenskola i Malmö 1972–1975. Därefter blev han engagerad vid Stockholms stadsteater, där han var verksam vid Unga Klara-scenen 1975–1977. Efter det tillhörde han Skånska Teatern fram till 1985, med undantag för säsongen 1981–1982 då han medverkade i Povel Ramels show Minspiration.
Under 1990-talet var Modin verksam vid stadsteatrarna i Malmö och Göteborg. Modin har också varit verksam som röstskådespelare i flera svenska dubbningar av Disneys olika produktioner, där han bland annat gjort den svenska rösten till Långben i Janne Långben – The Movie och Bärgarn i Bilar. 
Han är numera frilans och arbetar både som skådespelare och regissör. Modin har arbetat vid Nöjesteatern i Malmö, Helsingborgs stadsteater och hos Eva Rydberg på Fredriksdalsteatern.
Till höjdpunkterna i karriären räknar han rollen som Fagin i Oliver Twist och konferencieren i musikalen Cabaret. Modin har även medverkat i TV-produktioner som Hem till byn, Sjätte Dagen, Tusenbröder, Mördare utan ansikte, Inkognito, Snutar och Biciklo. På senare år har han arbetat vid Stockholms stadsteater 2019–2020, Unga Klara, Västmanlands och Örebros Länsteatrar.

## Privatliv
Modin är gift med Angela Kovács och har med henne två barn.

## Filmografi
- 1982 – Studenten
- 1995 – Mördare utan ansikte (TV-serie)
- 1995 – Janne Långben – The Movie (röst som Långben)
- 1995 – Pinocchio (röst som Benjamin Syrsa, nydubb)[3]
- 1997 – Djungel-George (röst som Arthur Stanhope)
- 1999 – Hem till byn (TV-serie)
- 2001 – En jycke i klassen (TV-serie) (röst som rektor Strickler)
- 2001–2003 – Hos Musse (TV-serie) (röst som Benjamin Syrsa)
- 2002 – Scooby-Doo (röst som Emile Mondavarious)
- 2002 – Kim Possible (TV-serie) (röst som Monkey Fist)
- 2003 – Tusenbröder (TV-serie)
- 2003 – Kim Possible: Tidsapan (röst som Monkey Fist)
- 2004 – Gustaf (röst som Happy Chapman)
- 2004 – Kogänget (röst som Lycko-Jack)
- 2004 – Polarexpressen (röst som Smokey)
- 2006 – Bilar (röst som Bärgarn)
- 2006 – Van Veeteren – Svalan, Katten, Rosen, Döden
- 2006 – Mästerverket (TV-serie)
- 2008 – Asterix på olympiaden (röst som Jean Todt)
- 2010 – Den fördömde (TV-serie)
- 2011 – Bilar 2 (röst som Bärgarn)
- 2013 – Barna Hedenhös uppfinner julen (TV-serie)
- 2013 – Inkognito (TV-serie)
- 2013 – Turbo (röst som Chet)
- 2017 – Bilar 3 (röst som Bärgarn)
- 2018 – Advokaten (TV-serie)
- 2018 – Katsching – lite pengar har ingen dött av (TV-serie)
- 2020 – Själen (röst som Jerry C)
- 2022 – Bilar på väg (TV-serie) (röst som Bärgarn)

## Teater

### Roller
| År   | Roll                       | Produktion                                                                     | Regi                  | Teater                   |
| ---- | -------------------------- | ------------------------------------------------------------------------------ | --------------------- | ------------------------ |
| 1975 | Christian Rossi            | Gabrielle Ninne Olsson                                                         | Ove Martin Wall       | Stockholms stadsteater   |
| 1981 | Prydolf Uppsjö, kompositör | Minspiration, revy Povel Ramel                                                 | Hasse Ekman           | Berns                    |
| 1999 | Professor Valdemar Palm    | Fars lilla tös (Hurra, ein Junge) Franz Arnold och Ernst Bach                  | Jan Hertz             | Fredriksdalsteatern      |
| 2001 | Claes Rutger               | Kärlek och lavemang (Le Malade imaginaire) Molière                             | Hans Bergström        | Fredriksdalsteatern      |
| 2002 | Polonius                   | Hamlet William Shakespeare                                                     | Johan Huldt           | Stockholms stadsteater   |
| 2003 | Marty                      | Allt eller inget (The Full Monty) Terrence McNally och David Yazbek            | Marianne Mörck        | Stockholms stadsteater   |
| 2004 | Mattis                     | Ronja Rövardotter Astrid Lindgren                                              | Stina Ancker          | Stockholms stadsteater   |
| 2005 | Robert                     | Tolvskillingsoperan (Die Dreigroschenoper) Bertolt Brecht och Kurt Weill       | Lars Rudolfsson       | Stockholms stadsteater   |
| 2006 | Bert                       | Jösses flickor – Återkomsten Margareta Garpe, Suzanne Osten och Malin Axelsson | Maria Löfgren         | Stockholms stadsteater   |
| 2019 | Håkan m.fl                 | Låt den rätte komma in John Ajvide Lindqvist                                   | Johan Paus            | Kulturhuset Stadsteatern |
| 2022 |                            | Apoteksvaror i Vällingby Martina Montelius                                     | Helena Sandström Cruz | Kulturhuset Stadsteatern |

### Regi
| År   | Produktion                                           | Upphovsmän                               | Teater                   |
| ---- | ---------------------------------------------------- | ---------------------------------------- | ------------------------ |
| 1996 | Alice i Underlandet Alice's Adventures in Wonderland | Lewis Carroll Dramatisering Jan Modin    | Månteatern               |
| 1998 | Herrar                                               | Janne Ericson                            | Helsingborgs stadsteater |
| 2001 | Shang-a-lang                                         | Catherine Johnson Översättning Jan Modin | Helsingborgs stadsteater |

## Radioteater
| År   | Roll        | Produktion                                          | Regi            |
| ---- | ----------- | --------------------------------------------------- | --------------- |
| 1992 | Överläkaren | Chopins piano (Chopin's Piano) David Zane Mairowitz | Göran Stangertz |